# Православие в КНДР
Православие в Корейской Народно-Демократической Республике — христианская конфессия в КНДР, получившая развитие в стране с 2006 года.
На 2011 год число православных в КНДР оценивается в 50-60 человек, что составляет около 0,0002 % населения страны.
Из православных церквей в стране представлена лишь Русская православная церковь, при содействии Ким Чен Ира построившая в столице Пхеньяне Троицкий собор, расположенный в квартале Чонбэк.
При освящении храма в 2006 году митрополитом Смоленским и Калининградским Кириллом были рукоположены первые северокорейские священники — Феодор Ким и Иоанн Ра.
28 декабря 2018 года Священный Синод Русской православной церкви образовал Патриарший Экзархат в Юго-Восточной Азии, куда вошла в том числе и Северная Корея, а 26 февраля 2019 года в рамках экзархата была образована Корейская епархия, куда вошли Северная и Южная Корея.
В марте 2019 года митрополит Сергий (Чашин) отметил: «На протяжении многих лет там существует Троицкий собор, построенный по указу ныне усопшего лидера КНДР Ким Чен Ира. Студенты из КНДР прошли обучение в московской духовной академии, рукоположены в священный сан. Сейчас еще одна группа из пяти человек проходит обучение в Хабаровской духовной семинарии. Патриарх Кирилл рукоположил двух из них в Москве в августе 2018 года <…> Власть очень благосклонно относится к РПЦ. В храм приходят наши дипломаты, а также сотрудники болгарского и румынского посольств, приходят и молятся. У нас никаких сложностей с Северной Кореей, в плане осуществления нашей деятельности, нет».

## В культуре
- «Комба БАКХ», песня «Православiе въ Северной Корее» (альбом «31 выпускъ», 2006 г.).